# Panzer-Division Kempf
La Panzer-Division Kempf, aussi Panzer-Verband Kempf (Groupement blindée Kempf), était une unité provisoire de l'armée allemande et inter-armes (Armée de Terre/Waffen-SS) qui exista que quelques mois, au début de la Seconde Guerre mondiale.
Elle porte le nom de son commandant, le général Werner Kempf. La Panzer-Division Kempf est assemblée fin juillet-début août 1939, en Prusse Orientale, spécialement pour l'attaque de la Pologne (Fall Weiss).

## Préparatifs
Avant les hostilités, cette unité portait le nom de Panzerverband Ostpreußen (Groupement blindé Prusse-Orientale) car il fut annoncé publiquement qu'elle était un groupement qui devait servir d'unité de parade pour célébrer le 24 août à Tannenberg la victoire Allemande de Hindenburg sur les Russes. 

Le 25 juillet les unités SS que Hitler avait décidé d'intégrer dans cette division arrivent par rails et bateaux à Stettin et à Königsberg. La Panzer-Division Kempf reçoit comme unité de chars de la Heer le 7e régiment blindé (7. Pz.Rgt.) qui arrive fin juillet à Königsberg puis l'unité s'assemble dans la région de Zinten. Ce régiment, composé de deux bataillons, possède un total de : 61 Panzerkampfwagen I ; 81 Panzerkampfwagen II ; 3 Panzerkampfwagen III, 9 Panzerkampfwagen IV et 10 véhicules de commandement (Kleiner Panzerbefehlswagen, SdKfz 265).
Le 19 août, la division est rattachée au Ier corps d'armée (Gen. Kdo. I A.K.) qui fait partie de la 3e armée allemande (Armeeoberkommando 3) inclus dans le groupe d'armées Nord (Heeresgruppenkommando Nord).

## Combats en Pologne
La Panzer-Division Kempf se compose au début de la campagne de Pologne :
- État-major (issu du Stab 4. Panzerbrigade)
  - Panzer-Regiment 7
  - SS-Standarte Deutschland (mot.)
  - SS-Artillerie-Regiment
    - II./Artillerie-Regiment 47

  - SS-Aufklärungsabteilung
  - Panzerabwehr-Abteilung 511
  - Pionier-Bataillon 505 (mot.)
  - Nachrichtenabteilung (gemischt)
  - 2./SS-Fla-MG-Bataillon

La Pz.Div. Kempf est stationnée en Prusse face à la 20e Division d'infanterie (Pologne) et participe à la Bataille de la Mława du 1 au 3 septembre 1939.

## Dissolution
Cette unité servit de test pour les troupes motorisées de la Waffen-SS, la SS-Verfügungstruppe, qui seront transformées en division motorisée en octobre 1939. L' Inspekteur der SS-Verfügungstruppe, le Gruppenführer Paul Hausser, accompagna la division Kempf pendant toute la campagne de Pologne.
La Panzer-Division Kempf est dissoute dès la fin de la campagne. En octobre 1939 les unités de la Heer sont reversées dans 10e division blindée et la 4e brigade blindée et les unités SS formeront la SS-Verfügungs Division (mot) qui deviendra par la suite la 2e division SS Das Reich.